# Can Bellapart
Can Bellapart és una obra de Santa Pau (Garrotxa) inclosa a l'Inventari del Patrimoni Arquitectònic de Catalunya.

## Descripció
És una casa situada als límits de la Vall de Sant Martí, als peus de la serralada de Sant Julià del Mont. Té planta rectangular i un teulat a dues aigües fent pendent vers les façanes principals. Fou bastida amb carreus mal escairats excepte a les obertures. Can Bellapart ha sofert moltes remodelacions; una no fa gaires anys, per tal d'adaptar-la com a segona residència. Conserva, que sigui remarcable i com a prova de la seva antiguitat, la porta principal i una petita finestreta.

## Història
Els orígens de la població de la Vall de Sant Martí són incerts: es creu que un camí prehistòric la creuava, essent després emprat, tant per grecs com per romans, per comunicar Emporium amb la Vall de Bas. Documentalment la notícia més antiga que s'hi té versa sobre la consagració de l'església de Sant Martí el 989. Dins d'aquesta vall hi ha masoveries esplèndides que mai, ni amb la minva de l'agricultura, han estat deshabitades; tals com Les Feixes, Can Sala, El Ventós, etc. ens evoquen encara les primeres pairalies dels orígens baronials. Altres masos, como La Boixeda, El Camó, Camprodon, Les Boïgues de Vivó i d'altres, foren bastides o restaurades i ampliades als segles XVII i xviii.